# Zef Malaj
Zef Malaj też jako Zef Mala (ur. 14 kwietnia 1915 w Szkodrze, zm. 26 grudnia 1979 w Tiranie) – albański polityk komunistyczny, dziennikarz.

## Życiorys
Syn Gjona Mali i Shaqe. Po ukończeniu szkoły prowadzonej przez jezuitów w Szkodrze, w 1933 przeniósł się do Tirany. Od 1934 pisał artykuły publicystyczne do czasopisma Besa, zajmując się zagadnieniami życia społecznego, krytyką literacką, a także problemami z zakresu estetyki. Współpracował także ze stołecznymi czasopismami Minerva, Arbnia i ABC.
W 1936 uzyskał stypendium państwowe, dzięki któremu mógł wyjechać do Wiednia, gdzie studiował przez dwa lata filozofię na Uniwersytecie Wiedeńskim. Studia przerwał w 1938, kiedy zawieszono mu wypłacanie stypendium.
Od 1936 wspólnie z Vasilem Shanto, Qemalem Stafą i Tukiem Jakovą tworzył grupę komunistyczną działającą w Szkodrze, od 1938 był redaktorem wydawanego przez grupę nielegalnego pisma Buletini jeshil. Ujęty przez żandarmerię, w lutym 1939 otrzymał karę 14 lat więzienia. Karę odbywał w więzieniu Mbreshtan k. Beratu. Po agresji włoskiej na Albanię udało mu się uciec z więzienia. Jako organizator demonstracji antywłoskich został aresztowany przez policję i internowany na wyspie Ventotene, gdzie przebywał do kapitulacji Włoch we wrześniu 1943. Po powrocie do kraju przyłączył się do oddziału partyzanckiego działającego w rejonie Peze.
Po zakończeniu wojny pracował w Bibliotece Narodowej w Tiranie, a następnie w latach 1949-1952 w Instytucie Nauki. Z uwagi na wygłaszane poglądy socjaldemokratyczne, niezgodne z tymi, które wyrażało kierownictwo Albańskiej Partii Pracy, Malaj został w 1955 aresztowany i kolejne sześć lat spędził w więzieniu. Po uwolnieniu w 1961 został internowany we wsi Zvërnec k. Wlory. W 1978 odmówił udziału w wyborach do Zgromadzenia Ludowego, za co został ponownie aresztowany i skazany na 10 lat więzienia, rok później zmarł w szpitalu więziennym w Tiranie.
Był żonaty (żona Afërdita z d. Shahini), miał dwie córki.